# Стшежениці
Стшежениці (пол. Strzeżenice, нім. Gross Streitz) — село в Польщі, у гміні Бендзіно Кошалінського повіту Західнопоморського воєводства.
Населення — 205 осіб (2011).

## Демографія
Демографічна структура станом на 31 березня 2011 року:
|          | Загалом | Допрацездатний вік | Працездатний вік | Постпрацездатний вік |
| -------- | ------- | ------------------ | ---------------- | -------------------- |
| Чоловіки | 103     | 26                 | 72               | 5                    |
| Жінки    | 102     | 12                 | 72               | 18                   |
| Разом    | 205     | 38                 | 144              | 23                   |